# Steven B. Poster
Steven Barry Poster (* 1. März 1944 in Chicago, Illinois) ist ein US-amerikanischer Kameramann.

## Leben
Seine erste Erfahrungen im Filmgeschäft sammelte Steven B. Poster als camera operator Ende der 1960er Jahre. 1974 inszenierte er den Kurzfilm Another Saturday Night, für den er im gleichen Jahr für die Goldene Palme in der Kategorie Bester Kurzfilm nominiert wurde. Ab 1977 war er vornehmlich als Kameramann tätig, bis Mitte der 1980er Jahre vor allem für Fernsehproduktionen. Ab dem 1983 entstandenen Film Zwei Superflaschen räumen auf wirkte er zunehmend an Kinoproduktionen mit. Er arbeitete mit Regisseuren wie Ridley Scott und John G. Avildsen zusammen. Bei den Filmen Donnie Darko und Southland Tales kooperierte er mit dem Regisseur Richard Kelly. Ein dritter gemeinsamer Film entstand mit The Box – Du bist das Experiment im Jahr 2009.
2002 war er der Präsident der American Society of Cinematographers. 2006 wurde Poster für seine Arbeit an dem Fernsehfilm Mrs. Harris – Mord in besten Kreisen für einen Emmy nominiert.

## Filmografie (Auswahl)
- 1980: Blood Beach – Horror am Strand (Blood Beach)
- 1981: Tag des Zorns (Coward of the County)
- 1981: Tot & begraben (Dead & Buried)
- 1982: Die unheimlichen Zwei (The Mysterious Two)
- 1983: Das letzte Testament (Testament)
- 1983: Im Sauseschritt ins Dünenbett (Spring Break)
- 1983: Satan in Weiß (The Cradle Will Fall, Fernsehfilm)
- 1983: Zwei Superflaschen räumen auf (The Adventures of Bob & Doug McKenzie: Strange Brew)
- 1985: Die Kids von Orlando (The New Kids)
- 1985: Zurück aus der Vergangenheit (The Heavenly Kid)
- 1986: Der Knabe, der fliegen konnte (The Boy Who Could Fly)
- 1986: Drug Fighter (Courage)
- 1987: Der Mann im Hintergrund (Someone to Watch Over Me)
- 1988: Manege frei für Pee Wee (Big Top Pee-wee)
- 1989: Ruf nach Vergeltung (Next of Kin)
- 1990: Der Unglücksritter (Opportunity Knocks)
- 1990: Rocky V
- 1991: Das Leben stinkt (Life Stinks)
- 1993: Die sieben besten Jahre (The Cemetery Club)
- 1994: Visitors – Besucher aus einer anderen Welt (Roswell, Fernsehfilm)
- 1997: Die Farbe der Gerechtigkeit (Color of Justice)
- 1998: Alle meine Väter (Une chance sur deux)
- 2001: Donnie Darko
- 2002: Stuart Little 2
- 2003: Der Kindergarten Daddy (Daddy Day Care)
- 2005: Mrs. Harris – Mord in besten Kreisen (Mrs. Harris)
- 2006: Southland Tales
- 2009: The Box – Du bist das Experiment (The Box)
- 2009: Toy Boy (Spread)
- 2010: Cats & Dogs: Die Rache der Kitty Kahlohr (Cats & Dogs: The Revenge of Kitty Galore)
- 2011: Flypaper – Wer überfällt hier wen? (Flypaper)
- 2017: Amityville: The Awakening